# William Scharff
Niels William Scharff, född 30 oktober 1886 i Köpenhamn, död 1959, var en dansk målare, tecknare, grafiker och professor vid konstakademien.

## Biografi
William Scharff var son till bagarmästaren Johannes Scharff och Anna Margrethe Larsen och från 1914 gift med pianisten Ingeborg Ussing. Scharff utbildade sig först till yrkesmålare innan han studerade konst för Kristian Zahrtmann och Johan Rohde i Köpenhamn 1907–1909 samt under studieresor till Tyskland, Paris, Italien och Grekland. Betydelsefullt för hans konst blev mötet med Paul Cézanne och kubisterna i Paris 1911 och de verk av Vasilij Kandinskij som visades på Baltiska utställningen i Malmö 1914. Han studerade förhållandet mellan arkitektur och måleri för J Araujos i Paris 1920 och därefter inriktades hans intresse alltmer på monumentalmålning. 
Scharff medverkade i ett stort antal separat- och samlingsutställningar i Danmark. Bland hans större arbeten i Sverige märks en monumentalmålning på Bjersjöholms slott utanför Ystad som han utförde på beställning av hovjägmästare GA Hagermann. Hans konst består av skogsinteriörer, bondelivet och motiv från äldre legender. Scharff är förutom vid museer i Danmark representerad vid Moderna Museet, Nationalmuseum, Arkiv för dekorativ konst i Lund och Ystads konstmuseum.  

## Utmärkelser
- Eckersbergmedaljen,  1924
- Riddare av Dannebrogorden,  1943[7]
- Dannebrogsmännens hederstecken,  1949[7]
- Kommendör av Dannebrogorden,  1954[7]
- Thorvaldsenmedaljen

[Redigera Wikidata]